# Список українських футбольних трансферів (літо 2012)
Українські трансфери у літнє трансферне вікно 2012 року. До списку додані усі футболісти, які прийшли, або покинули українські професійні клуби, в тому числі на правах оренди.
Оскільки за регламентом гравці без клубу можуть долучатися до клубів у будь-який час, у тому числі і між трансферними вікнами, в список потрапили лише ті вільні агенти, які підписали контракт із клубом під час літнього трансферного вікна.
Час трансферного вікна на сезон 2012/2013 визначила Федерація футболу України, встановивши рамки по 31 серпня 2012 року.

## Прем'єр-Ліга
| Клуб          | Прийшли | Пішли |
| ------------- | --- | --- |
| «Арсенал» К   | в. Юрій Паньків, п. Андрій Гітченко (обидва — «Олександрія»), з. Майкл Одібе («Сієна», Італія), н. Домінік Адійя («Мілан», Італія), п. Євген Шахов («Дніпро», о), з. Рафаель («Атлетіку Паранаенсе», Бразилія), п. Сергій Валяєв («Говерла»), з. Янко Симович («Динамо», о), п. Пеле («Мілан», Італія, о) | з. Богдан Шершун («Кривбас»), п. Андрій Богданов («Динамо»), з. Майкл Одібе («Дніпро», о), в. Сергій Погорілий («Таврія»), п. Володимир Аржанов («Волинь», о), в. Владислав Чангелія, з. Флорін Шоаве, з. Андрій Мостовий, п. Єгор Лугачов (усі — вільні агенти). |
| «Волинь»      | п. Вадим Панас («Оболонь»), в. Максим Старцев («Металіст»), в. Сергій Літовченко («Нафтовик-Укрнафта», по), н. Даніель Суботич («Тиргу-Муреш», Румунія), з. Валентин Ілієв, з. Петар Занєв, п. Ерік Бікфалві (усі — «Стяуа», Румунія), п. Володимир Аржанов («Арсенал» К, о). | п. Євген Пічкур («Ворскла»), з. Олександр Романчук, п. В'ячеслав Шарпар (обидва — «Металіст», по), в. Денис Шеліхов, з. Антон Кравченко (обидва — «Дніпро», по), в. Всеволод Романенко («Полтава»), н. Майкон («Шахтар» Д), н. Олександр Пищур («Оболонь»), п. Ярослав Кінаш, п. В'ячеслав Акімов, п. Дмитро Смирнов, п. Гобер (усі — вільні агенти) |
| «Ворскла»     | п. Євген Будник («Металіст»), в. Дмитро Непогодов («Металург» Д), з. Вадим Сапай («Оболонь»), п. Дмитро Єременко («Металіст», о), п. Вадим Мілько («Зоря»), п. Олександр Скляр («Зірка»), п. Євген Пічкур («Волинь»), н. Іван Лієтава («Жиліна», Словаччина) | п. Андрій Оберемко, п. Павло Ребенок (обидва — «Металіст»), п. Михайло Козак («Сталь» А, о), н. Василь Сачко, в. Сергій Величко, п. Дмитро Єсін (усі — завершили кар'єру). |
| «Говерла»     | в. Антон Яшков, н. Олег Міщенко (обидва — «Металург» Д, о), п. Владислав Микуляк («Кримтеплиця»), з. Олег Допілка, п. Євгеній Макаренко (обидва — «Динамо-2», о), п. Хорді Лопес (ОФІ, Греція), з. Боян Малишич («Насаф», Узбекистан), п. Давід Одонкор («Алеманія» А, Німеччина), п. Сергій Валяєв, з. Віталій Бордіян (обидва —«Металіст»), п. Сотіріс Балафас (ПАОК, Греція), п. Артур Єдігарян («Пюнік», Вірменія), н. Дам'єн Ле Таллек («Нант», Франція), н. Светослав Тодоров («Літекс», Болгарія), п. В'ячеслав Чурко («Шахтар» Д, о) | в. Антон Яшков («Металург» Д, по), п. Сергій Валяєв («Арсенал» К), п. Антон Муховиков («Титан»), п. Сергій Даниловський («Хімки», Росія), н. Руслан Івашко («Полтава»), п. Платон Свиридов («Кримтеплиця»), п. Шандор Вайда («Славутич»), н. Михайло Малін («Динамо-2», по), п. Сергій Нудний, з. Андрій Сагайдак, з. Микола Гібалюк, з. Сергій Бойко, н. Лаша Джакобія, з. Віталій Комарницький, з. В'ячеслав Свідерський, н. Дмитро Вітер, п. Ясухіро Като (усі — вільні агенти). |
| «Динамо»      | в. Денис Бойко («Кривбас», по), п. Ніко Кранчар («Тоттенгем», Англія), н. Віталій Каверін («Дніпро»), п. Андрій Богданов («Арсенал» К), п. Мігел Велозу («Дженоа», Італія), н. Марко Рубен («Вільярреал», Іспанія), н. Раффаель («Герта», Німеччина), з Тає Тайво («Мілан», Італія, о), н. Андре («Атлетіко Мінейру», Бразилія, по), н. Андрій Воронков («Неман», Білорусь, по) | п. Карлос Корреа (вільний агент), н. Андрій Шевченко (завершив кар'єру), з. Бадр Ель-Каддурі, в. Станіслав Богуш, в. Артем Кичак (усі — в «Динамо-2»), п. Олександр Алієв («Дніпро», о), н. Віталій Каверін, н. Андрій Воронков (обидва — в «Металург» З, о), н. Андре («Атлетіко Мінейру», Бразилія), з. Горан Попов («Вест Бромвіч Альбіон», Англія, о), з. Янко Симович («Арсенал» К, о), н. Андрес Ескобар («Депортиво» К, Колумбія, о)                                         |
| «Дніпро»      | з. Майкл Одібе («Арсенал» К, о), п. Олександр Алієв («Динамо», о), з. Артем Федецький, н. Євген Селезньов (обидва — «Шахтар» Д), п. Джаба Канкава, н. Євген Бохашвілі (обидва — «Кривбас», по), в. Денис Шеліхов («Волинь», по) | з. Павло Пашаєв, н. Євген Бохашвілі (обидва — «Кривбас», о), н. Віталій Каверін («Динамо»), п. Євген Шахов («Арсенал» К, о), в. Антон Каніболоцький («Шахтар» Д), з. Алсідіс (вільний агент) |
| «Зоря»        | п. Желько Любенович («Олександрія»), п. Ігор Чайковський («Іллічівець», о), н. Данило («Сьйон», Швейцарія, о), н. Майкон («Шахтар» Д) | з. Лукаш Тесак («Торпедо» М, Росія), п. Вадим Мілько («Ворскла»), п. Артем Семененко (КСМС, Румунія), в. Юрій Мартищук («Чорноморець»), п. Михайло Цакич («Славія-Мозир», Білорусь, о), з. Євгеній Лозінський (вільний агент) |
| «Іллічівець»  | з. Олександр Чижов, п. Роман Ємельянов (обидва — «Шахтар» Д, о), п. Олексій Довгий (ПФК «Олександрія»), н. Олександр Мандзюк («Оболонь»), п. Костянтин Кравченко («Шахтар» Д) | з. Олексій Полянський («Шахтар» Д, по), з. Артем Савін («Олімпік» Д), н. Єгор Іванов («Зірка», о), з. Рітварс Ругінс («Сконто», Латвія), |
| «Карпати»     | п. Крістобаль («Ельче», Іспанія, по), з. Ігор Пластун («Оболонь»), з. Якуб Тосік («Полонія», Польща), п. Семир Штилич («Лех», Польща), п. Леван Кенія («Шальке 04», Німеччина), н. Арман Елла («Барселона», Іспанія), в. Роман Мисак («Кримтеплиця», по) | з. Артем Федецький («Шахтар» Д, по), з. Данілу Авелар («Кальярі», Італія, о), в. Андрій Тлумак (завершив кар'єру), з. Тарас Петрівський («Волгар», Росія), п. Ерік Перейра («Газ Метан», Румунія), з. Ілля Михальов («Олександрія», о) |
| «Кривбас»     | п. Володимир Прийомов («Крила Рад», Росія), з. Богдан Шершун («Арсенал» К), з. Павло Пашаєв, н. Євген Бохашвілі (обидва — «Дніпро», о), п. Денис Дедечко («Промінь-Енергія», Росія), в. Віталій Рева (вільний агент), з. Артем Бобух («Оболонь»), н. Сергій Мотуз, п. Віталій Гошкодеря (обидва — «Нафтовик-Укрнафта», по) | п. Джаба Канкава, н. Євген Бохашвілі (обидва — «Дніпро», по), в. Денис Бойко («Динамо», по), н. Володимир Лисенко («Металіст», по), з. Олександр Жданов («Полтава»), п. Юрій Габовда («Таврія»), п. Валерій Куценко («Берестя», Білорусь), п. Руслан Костишин, з. Денис Васільєв (обидва — «Нафтовик-Укрнафта», о), в. Андрій Федоренко («Десна») |
| «Металіст»    | п. Андрій Оберемко, п. Павло Ребенок (обидва — «Ворскла»), з. Олександр Романчук, п. В'ячеслав Шарпар (обидва — «Волинь», по), н. Володимир Лисенко («Кривбас», по), н. Вілліан («Корінтіанс», Бразилія), з. Лукаш Штетіна («Татран», Словаччина, по), н. Сергій Ткачов («Урал», Росія, по) | н. Марко Девич («Шахтар» Д), в. Максим Старцев («Волинь»), з. Олександр Романчук («Таврія», о), п. Сергій Валяєв, з. Віталій Бордіян (обидва — «Говерла»), п. Дмитро Єременко («Ворскла», о), з. Лукаш Штетіна («Дукла», Чехія, о), н. Сергій Ткачов («Севастополь», о) |
| «Металург» Д  | з. Роман Мірошник, н. Максим Дегтярьов (обидва — «Сталь» А), п. Артак Єдігарян («Пюнік», Вірменія), п. Константінос Макрідіс («Омонія», Кіпр), в. Мусієнко («Буковина»), н. Жуніор Мораес (ЦСКА, Болгарія), н. Гаетано Монакелло («Інтернаціонале», Італія) | з. Маріу Сержіу (АПОЕЛ, Кіпр), в. Дмитро Непогодов («Ворскла»), н. Олег Міщенко («Говерла»), н. Мирослав Славов («Анжі», Росія, по), п Олексій Годін (вільний агент), п. Чавдар Янков («Славія», Болгарія) |
| «Металург» З  | н. Милан Пурович (ОФК Белград, Сербія), Анте Розіч (Голд-Кост Юнайтед, Австралія), н. Тарас Лазарович («Мордовия», Росія), п. Іванс Лук'яновс (Лехія, Польща), з. Темур Парцванія, н. Віталій Каверін, н. Андрій Воронков (всі — «Динамо», о), з. Юрій Глушко («Нива» В, по) | Ігор Дудник (вільний агент) |
| «Таврія»      | п. Юрій Габовда («Кривбас»), з. Олександр Романчук («Металіст», о), в. Сергій Погорілий («Арсенал» К), з. Едуарду («Вілла Ріу», Бразилія, о), п. Густав Свенссон («Бурсаспор», Туреччина), п. Луїс Адвінкула (Спортінг Крістал, Перу), з. Селіо («Дачія», Молдова) | в. Дмитро Стойко (завершив кар'єру), п. Сані Кайта («Олімпіакос», Кіпр), н. Фанендо Аді, з. Джаміу Алімі, п. Мохаммед Алію (усі — вільні агенти), н. Абдулвахід Афолабі («Кубань», Росія), в. Володимир Коробка («Волгар-Газпром», Росія, о), н. Руслан Платон («Буковина»), п. Луїс Адвінкула (Спортінг Крістал, Перу, о) |
| «Чорноморець» | п. Борис Тащи («Динамо» М, Росія, о), п. Артур Морейра (Бейра-Мар, Португалія), з. Андерсон Сантана («Віторія» Г, Португалія), з. Марті Креспі («Мальорка», Іспанія), Франк Джа Джедже («Ніцца», Франція), в. Юрій Мартищук («Зоря») | з. Андрій Донець («Буковина»), з. Войцех Шиманек («Полонія», Польща), п. Себастіан Сетті («Аполлон», Кіпр), п. Сергій Ковальчук («Актобе», Казахстан), в. Андрій Глущенко (завершив кар'єру), з. Андрій Слінкін («Суми», о) |
| «Шахтар» Д    | з. Олексій Полянський («Іллічівець», по), з. Артем Федецький («Карпати», по), н. Марко Девич («Металіст»), н. Майкон («Волинь»), в. Антон Каніболоцький («Дніпро») | н. Джуліус Агахова, в. Олександр Рибка (обидва — вільні агенти), в. Юрій Вірт (завершив кар'єру), з. Олександр Чижов, п. Роман Ємельянов (обидва — «Іллічівець», о), п. Костянтин Кравченко («Іллічівець»), н. Майкон («Зоря»), з. Артем Федецький, н. Євген Селезньов (обидва — «Дніпро») |

## Перша ліга
| Клуб                | Прийшли | Пішли |
| ------------------- | --- | --- |
| «Оболонь»           | з. Кирило Сидоренко («Олександрія»), з. Ігор Пердута («Ворскла», о), в. Андрій Товт, п. Тарас Дурай, п. Олександр Кочура (усі — «Зірка»), н. Олександр Семенюк («Буковина»), н. Дмитро Воробей («Нафтовик-Укрнафта»), н. Олександр Пищур («Волинь», о) | в. Костянтин Махновський («Севастополь»), з. Антон Шендрік («Олександрія»), з. Вадим Родіна («Зірка»), з. Ігор Тістик («Геліос»), в. Віталій Рева, з. Артем Бобух (обидва — «Кривбас»), з. Ігор Пластун («Карпати»), з. Вадим Сапай («Ворскла»), п. Вадим Панас («Волинь»), п. Валентин Слюсар (завершив кар'єру), н. Олександр Мандзюк («Іллічівець»), в. Андрій Радь, н. Ігор Тимченко (обидва — «Кримтеплиця»), н. Батіста (вільний агент)   |
| «Олександрія»       | в. Руслан Зарубін («Геліос»), з. Сергій Басов («Буковина»), з. Антон Шендрік («Оболонь»), з. Станіслав Микицей, п. Антон Кіча (обидва — «Іллічівець»), п. Володимир Бондаренко («Торпедо», Росія), п. Василь Грицук («Нафтовик-Укрнафта»), п. Сергій Колесниченко («Сталь» А), н. Юрій Соломка («Металург» Д), з. Ілля Михальов («Карпати», о)                                      | в. Юрій Паньків, п. Андрій Гітченко (обидва — «Арсенал» К), в. Вадим Деонас (завершив кар'єру), з. Кирило Сидоренко («Оболонь»), п. Желько Любенович («Зоря»), з. Віктор Генєв («Славія», Болгарія, по), п. Таофік Салхі («Металург» З), п. Денис Ковба («Хімки», Росія), п. Олексій Довгий («Іллічівець»), н. Йосип Баришич (вільний агент), н. Димитар Макрієв («Ашдод», Ізраїль), з. Олег Допілка, п. Франк Теміле (обидва — «Динамо-2», по) |
| «Севастополь»       | в. Костянтин Махновський («Оболонь»), з. Володимир Федорів («Єнісей», Росія), н. Сергій Ткачов («Металіст»), п. Антон Крамар («Буковина», по), з. Євгеній Новак, н. Володимир Коваль (обидва — «Динамо-2»), з. Євген Неплях, п. Артур Карноза (обидва — «Дніпро») | в. Олександр Сокоренко (завершив кар'єру), в. Богдан Когут («Буковина»), з. Олександр Стеценко («Десна», о), з. Різван Аблітаров («Буковина», о), п. Євгенійс Космачовс («Шахтар», Білорусь), з. Анатолій Кіцута («Полтава», о), з. Анатолій Бурлін, н. Ігор Худоб'як (обидва — «Геліос»), н. Андрій Шевчук («Татран», Словаччина), |
| «Арсенал» БЦ        | з. Віталій Романюк («Сталь» А), п. Михайло Дячук-Ставицький (вільний агент), п. Андрій Кікоть («Геліос»), н. Олег Шептицький («Львів»), п. Роман Степанков («Буковина») | з. Владислав Налигач («Геліос»), н. Вадим Славов, н. Володимир Постолатьєв (обидва — вільні агенти), н. Євгеній Шупік («Буковина») |
| «Кримтеплиця»       | в. Андрій Радь, н. Ігор Тимченко (обидва — «Оболонь»), п. Андрій Топчевський («Нива» Т, по), з. Олег Карамушка («Мінськ», Білорусь), н. Ігор Мельник («Львів»), п. Платон Свиридов («Говерла») | в. Роман Мисак («Карпати», по), в. Володимир Жук («Металург» З), з. Віталій Візавер («Авангард» К), п. Владислав Микуляк («Говерла»), з. Олександр Антонюк («Нива» Т), п. Валерій Радченко («Полтава»), п. Богдан Єсип («Суми»), н. Роман Свінціцкий («Титан») |
| «Буковина»          | в. Богдан Когут («Севастополь»), з. Андрій Ятленко («Суми»), з. Різван Аблітаров («Севастополь»), п. Дмитро Зозуля (вільний агент), з. Андрій Донець («Чорноморець»), п. Євген Колесник («Славутич»), п. Антон Савін («Сталь» Д), н. Олександр Якименко («Окжетпес», Казахстан), н. Юрій Целих («Миколаїв»), п. Олексій Моісеєнко («Мілсамі», Молдова), н. Руслан Платон («Таврія») | в. Мусієнко («Металург» Д), з. Вадим Мельник («Десна»), з. Сергій Басов («Олександрія»), п. Антон Крамар («Севастополь», по), п. Борис Орловський («Таврія», о), н. Олександр Семенюк («Оболонь»), п. Роман Степанков («Арсенал» БЦ) |
| «Динамо-2»          | з. Бадр Ель-Каддурі, в. Станіслав Богуш, в. Артем Кичак (усі — в «Динамо»), з. Темур Парцванія, з. Вячеслав Лухтанов, з. Олександр Чорноморець, п. Олександр Боровик, н. Омар Фароян (всі — «Динамо»-мол.), з. Олег Допілка, п. Франк Теміле (обидва — «Олександрія», по) | з. Сергій Люлька, з. Артем Бутенін, п. Євген Морозенко (всі — «Слован», Чехія, о), з. Олег Допілка, п. Євгеній Макаренко (обидва — «Говерла», о), з. Євгеній Новак, н. Володимир Коваль (обидва — «Севастополь») |
| «Сталь» А           | в. Геннадій Ганєв («Нива» В), з. Андрій Міщенко («Гірник-Спорт»), п. Нікітенко (Арсенал-мол. К), п. Романчук (ост. кл.: Бухара Узб.) | з. Ховбоша (Нафтовик-Укрнафта), з. Романюк (Арсенал БЦ), п. Колесниченко (ПФК Олександрія), з. Мірошник н. Дегтярьов (обидва — Металург Д), з. Опарін, п. Одинцов (ФК Полтава) |
| «Геліос»            | з. Налигач (Арсенал БЦ), з. Бурлін (Титан), п. Чернов (Енергетик, в/а), п. Долгий, н. Батальский (обидва — Зірка), п. Лук'янець (Авангард), п. Лисицин (МФК Миколаїв), н. Худоб'як (ост.клуб — ФК Севастополь) | в. Зарубін (ПФК Олександрія), з. Покосенко (Титан), з. Крижановський (МФК Миколаїв), п. Кікоть (Арсенал БЦ), з. Певнєв, з. Спічка, п. Задоя (всі — Металург З, п/о), п. Лузан (Єдність), н. Тарасенко (Нафтовик-Укрнафта) |
| «Нафтовик-Укрнафта» | в. Чурилов (Титан), з. Войцеховський (ост. кл.: МФК Миколаїв), з. Ховбоша (Сталь А), п. О. Єрмак (ост. кл.: ПФК Олександрія), п. Сирота (Зірка), п. Павелько, н. Р. Полтавець (обидва — Десна), н. Тарасенко (Геліос), н. Артюх (Ряван Аз.) | в. Литовченко (Волинь, п/о), з. Разгон (Титан), з. Сахно, п. Леонідов, п. Грицук (ПФК Олександрія), п. Гошкодеря, н. Мотуз (обидва — Кривбас, п/о), п. Карноза (Дніпро, п/о), п./н. Д.Воробей (Оболонь), п. Козоріз (ПФК Суми), п. Романов |
| «Зірка»             | гол. тр. Близнюк, тр. Тищенко, в. Ширяєв (Десна), з. Олефір (МФК Миколаїв), з. Новицький, п. Хаблов (обидва — ост. клуб Нива В), п. Насибулін, п. Е. Іванов (обидва — ост. клуб Іллічівець-мол., ор.), п. Горбаненко, н. І. Швець (всі — ФК Полтава) | гол.тр. Євтушенко (Ворскла), в. Товт, з./п. Дурай (обидва — Оболонь), з. Гололобов (Жемчужина), з. Д. Стоян (ФК Полтава), п. Смалько, п. Войнаровський (обидва — Титан), в. Ситников, н. Кочура (всі — Металлург З), п. Скляр (Ворскла), п. Долгий, н. Батальський (обидва — Геліос), п. Сирота (Нафтовик-Укрнафта) |
| «Олімпік» Донецьк   | з. Голиков (Зоря-мол.), з./п. Арт. Савін (Іллічівець-2), з. І. Шерифф (Кано Пілларс Ніг.), з. В. Полянський (Жемчужина), н. Грибанов (Десна), з. Коломієць, п. Тюря, н. Глоданюк (всі — Олімпік ДЮФЛ) | з. Глушицький, з. Мішенін, п. Доронін (всі — Шахтар U19), з. Лівіцький (Нива Т) |
| «Титан»             | Гол. тр. Ол-р Гайдаш, в. Висоцький (Гірник), в. Захаров (Титан ДЮФЛ), з. Разгон (Нафтовик-Укрнафта), з. Карпенко (ФК Львів), з. Покосенко (Геліос), п. Смалько, п. Войнаровський (обидва — Зірка), н. Свинцицький (Кримтеплиця), н. Прокопченко (Крим) | в. Чурілов (Нафтовик-Укрнафта), з. Ковальов (Авангард), з. Камерцель (ПФК Суми), з. Бурлін (Геліос) |
| ФК Одеса            | з. Бідний, з. Волчков (обидва — Нива В), п. Гостєв (Реал Фарм), з. Гальський, п. Пунько, п. Машнін, п. Калитов (всі — мол. команда), н. Балабанов (ост. кл. — ПФК Олександрія) | з. Білозор, п. Лобан (обидва — зав. кар.), з. Бєлов (Кримтеплиця), з. Котов, з. Зубков (Азал Азер.), н. Степанишин (ФК Полтава), н. Шевель, н. Белмохтар (всі — п/о) |
| «Миколаїв»          | з. Крижановський (Геліос), з. Підвірний (Енергетик, п/о), з. Литвяк (Металіст-мол.), п. Черник (ФК Полтава), з. Каїка, в. Восканян, п. Янченко, п. Попов, н. Котов, н. Гагулін, (всі — СДЮШОР Миколаїв) | з. Олефір (Зірка), п. Лисицин (Геліос), н. Бровкін (Десна) |
| «Суми»              | в. Страшненко (Суми), з. С. Мельник, п. Пицик (обидва — Нива В), з. Камерцель (Титан А), з. Лещук (Іскра-Сталь Мол.), п. Притуляк (Сталь Дз), п. Масалов (Кристал), п. Єсип (Кримтеплиця) | в. Чоларія (Славутич), в. Бабкін (Гірник-Спорт), з. Ятленко (Буковина), п. Шимко (Динамо Хм), з./п. Маткевич, п. Оксенюк, н. С. Рябцев (всі — Нива Т) |
| «Полтава»           | тр. М. Стельмах, в. Романенко (ост.кл.: Волинь), з. Д. Стоян (Зірка), п. Листопад (Славутич), п. Одинцов (Сталь А), п. Радченко (Кримтеплиця), н. Степанишин (ФК Одеса) | тр. А. Дейнеко (Славутич), в. Е. Дейнеко, з. Маклаков, з. Момот, п. Синегуб (обидва — Полтава-Карлівка-2), п. Закарлюка, п. Черник (МФК Миколаїв), п. Горбаненко, н. І. Швець (всі — Зірка), н. Деревльов |
| «Авангард» К        | в. Гришин (ост. кл.: Кримтеплиця), з. Візавер (Кримтеплиця), з. Ковальов (Титан), п. Д. Швець, п. Д. Акопян (обидва — Іллічівець-2), п. Сумцов (Кремінь), п. Момотенко, п. Скарлош, н. Шарко (всі — Шахтар Св), п. Д. Доценко (ост. кл.: Нива В), п. Шуляк (Славутич) | з. Шаповал, з. О. Шевченко, п. Волга, н. Слабишев (всі — Кремінь), з. Романов, з. Логінов (обидва — Макіївугілля), з. Денисов (Динамо Х), п. Лук'янець (Геліос), п. Волотек, н. А. Собко, в. Чернєєв |

## Друга ліга

### Група А
| Клуб                | Прийшли | Пішли |
| ------------------- | --- | --- |
| Десна Чернігів      | в. Федоренко (Кривбасс-мол.), з. В.Мельник (Буковина), п. Воронченко, н. Малюк (обидва — ост.ком. — Жемчужина), н. Бровкін (МФК Миколаїв) | в. Ширяев (Зірка), п. Я.Сердюк (Єдність), п. М.Гавриленко (СКА О.), п. Павелько, н. Р. Полтавець (обидва — Нафтовик-Укрнафта), н. Грибанов (Олімпік)                          |
| Славутич Черкаси    | тр. А.Дайнеко (ФК Полтава), в. Чоларія (ПФК Суми), з. Бриж (Горняк-Спорт), п. Варга (Говерла), п. Кучеревський (Энергія), н. Фабумни (Арсенал-мол К.) | в. Кисилиця, з. Д.Фаворов (Арсенал-мол. К.), п. Листопад (ФК Полтава), п. Атаманюк (Єдність), н. Шуляк, н. Ясько, н. Трандафілов                                              |
| Реал Фарм Южне      | з. Долгий, з. Юречко, з. Дудка, п. Фисун, п. Поляков, п. Костенюк (всі — ДЮСШ Одеса), з. Лоскутов, п. Орлов (всі -ам. Одеса), н. Рудий | з. Шульгін (СКА О.), п. Гостєв (ФК Одеса) |
| Кристал Херсон      | в. Касперович, з. Кирик, п. Комягін (все — Енергія), п. Грамм, п. Скидан (Скала) | п. Масалов (ПФК Суми), п. Соботюк |
| Скала Стрий         | в. Шпук, п. Басараб (обидва — ФК Львів), н. Д.Пилипчук, в. Лазаренко, в. Янко, з. Пител, з. Гладинець, з. Даниляк, з. Голей, з. Цивка, з. Яната, п. Желиско, п. Богаткін, н. Стасюк (всі — Скала ДЮФЛ), з. Цинькевич (юн. Вол.-Вол.), п. Мацько (юн. Львів), н. Нагорний (юн. Київ)                              | в. Гала, з. В.Білий, з. Мазур, з. Лема, п. Скидан (Кристал), п./н. Коропецький, н. Скоцький (Мир)                                                                             |
| Динамо Хмельницький | в. Литвиненко, з./п. Д.Остапенко (всі — Оболонь-мол.), в. Юрчук (Дніпро-2), з. В.Соловйов, з. Денисов (Авангард), п. С.Дяченко (Металлург-2 З), п. Шимко (ПФК Суми), п. Бичков (ост.кл.: ФК Полтава), н. Сікорський (Енергетик)                                                                                  | в. Іваненко (Кривбас), з. Шляховий, з. Семенов (Оболонь-2), з./п. Сангаре (Астана-1964 Каз.)                                                                                  |
| Нива Тернопіль      | Гол.тр. Яворський, ст.тр. Дунець, тр. Ященко, в. Полуляхов, з. Ливицький (Олімпік), в. Новак, з. Данищук, з. Гребінський, з. Яневич, п. Януш, п. Ципердюк (всі — Энергетик, в/а), п. Войтович (ФК Львів), п. Лисюк, н. Лакуста (обидва — ам. Чернівці), з./п. Маткевич, п. Оксенюк, н. С.Рябцев (всі — ПФК Суми) | з. Гречка, з. Лебединський (обидва — Єдність), п. Топчевський (Кримтеплиця, п/а), н. Гребенюк (Полтава-Карловка-2)                                                            |
| Єдність Пліски      | в. Русан (ост.кл.: Нива В), з. Гречка, з. Лебединський (обидва — Нива Т.), з. Махлоев (Сталь Дз), з. Спотар (ост.кл.: СКАД-Ялпуг), п. Атаманюк (Славутич), п. Я.Сердюк (Десна), п. Гунченко (ост.кл.: Зірка), п. Лузан (Гелиос)                                                                                  | в. Скибенко, з. М.Юрченко, з. Блавацький (Шахтар Св), з. Андрощук, п. Ямборко, п. Шарий, п. Заварін, п. А.Гаврильченко, п. Приходько, н. А.Герасименко, н. Ефименко, н. Кушка |
| СКА Одеса           | з. Шульгін (Реал Фарм), з. Бабенцов, з. Каретний, з. В.Павлик, з. Ю.Кравчук, п. Прохода, п. В.Яворський, п. Додик (всі — ост.кл.: Чорноморець-2), п. Березовський (ост.кл.: Чорноморець-мол.), п. М.Гавриленко (Десна), в. Череднюк, н. Поляхов (обидва — Нива В), н. О.Попов, н. Ф.Попов (обидва — ам. Одеса)   | |
| ФК Тернопіль        | в. Данкович (Карпати/Нива Т), з. Дубчак, з. Клекот (обидва — ост.кл.: Горняк-Спорт), п. Трофимчук, н. Богданов | |

### Група Б
| Клуб                      | Прийшли | Пішли |
| ------------------------- | --- | --- |
| Шахтар Свердловськ        | в. Р.Чумак (Кремінь), в. Д.Шевченко (ам. Крим), з. Блавацький (Єдність), з. Ол. Заєць (ам. Київщина), з. А.Ключик (Іллічівець-мол.), з. Кондрашов (Горняк-Спорт), з. Муштоватий (ПФК Александрия-мол.), з. Носарев (ам. Вінниччина), з. Яременко, н. Тарануха (обидва — Мир) | в. Качоренко, з. Поляниця (Полтава-Карловка-2), п. Сичов, з. Козин (Энергия), п. Момотенко, п. Скарлош, н. Шарко (всі — Авангард) |
| Гірник Кривий Ріг         | з. Ходуля, (Сталь Д), п. Довбун (Дніпро-2), п. Сухоруков, п. Рябов (Кривбас, а), п. Богомазов | в. Высоцкий (Титан А), з. Мукан, п. Ільюхін (обидва — зав.кар.), з. В.Павлов (Нива В), п. К.Олійник (Динамо U19), п. Григорик, н. Коломієць |
| Кремінь Кременчук         | в. Прокоп (аматори Харків), з. Пасічниченко (Нива В), з. О.Шевченко, п. Волга, н. Слабишев (всі — Авангард) | в. Р.Чумак (Шахтар Св), з. Проненко, з. Проненко, з. Рижук, п. Сумцов (Авангард), п. Мисяйло (Гірник-Спорт), п. Климов, н. Махно (Говерла-Закарпаття U19), н. Арт. Галушкін, н. Овчинников |
| Сталь Дніпродзержинськ    | з. Гришин, з. Жуков, п. Денисенко (всі — Сталь Дз-юнаки), з. Чорний (Іллічівець-2), з. Пінчук, н. Куліш (обидва — Дніпро-2), п. Іванов (Енергія), п. Котляр (Олександрія-мол.), з. С.Шаповал, н. Солтан (юнаки Дніпр. обл.), з. Ольшанецький (Ів.-Фр. обл.), п. Лукашов (аматори Херс. обл.), п. Яворський (Харків) | в. Бобров (Жемчужина), з. Махлоев (Єдність), з. Ходуля, п. Бахмач (обидва — Гірник), п. Притуляк (ПФК Суми), п. Косяк |
| «Мир» Горностаївка        | в. Гашин, п. Ленський (Енергія), н. Скоцький (Скала) | з. Шеховцов (Макіївугілля), з. Шеховцов, п. Цибульський, п. Прошенко, п. Грачов, н з. Яременко, н. Тарануха (обидва — Шахтар Св) |
| Шахтер-3 Донецьк          | в. Є.Гриценко (Шахтар ДЮФЛ), з. М.Малишев (Шахтар-мол.), п. Мішенін, п. Доронін (обидва — Олімпік) | |
| Гірник-Спорт Комсомольск  | в. Бабкін (ПФК Суми), з. Боджгуа, п. Совяк, з. Гудим (Дніпро-2), п. Карапинка (ост.кл. — ФК Львів), п. Мисяйло (Кремінь), п. Рибак (Моноліт Х., аматори), з. В.Бойко, з. А.Єлсуков, п. Кисіль, н. В.Єлсуков (всі — Гірник-Спорт ДЮФЛ) | з. Дубчак, з. Клекот (обидва — ФК Тернопіль), з. Бриж (Славутич), з. Міщенко (Сталь А), з. Кондрашов (Шахтар Св) |
| Севастополь-2 Севастополь | Ст. тр. Чалий (Іскра-Сталь Молд.), н. Н.Коновалов (Зірка К. ам.) | |
| «Макіївугілля» Макіївка   | з. Романов, з. Логінов (обидва — Авангард), з. Шеховцов (Мир), з. Шестаков, п. Клімахін, п. Загороднянский (всі — Макіївка) | п. Пилипчук, п. Масюткін (Енергія), н. Вал. Кравченко |
| «УкрАгроКом» Головківка   | з. Ломко (Сталь Дз), з. Бойченко (Металлург-2 З), п. Степанюк (аматори Київщина), п./н. Білоусов (Енергія), п./н. Гаврась (ост.кл. — Титан А) | в. Попов, п. Юрковський, п. Задойко |
| Энергія Нова Каховка      | Гол.тр. Окул, в. Жуков, в. Остапенко, з. Пуляєв, п. Гарибян, п. Кондратюк, п. Стецюк, п. Логвиненко, н. Муковозов, н. Вітенко (всі — Нова Каховка, Херсон аматори), з. Козин (Шахтар Св), п. Масюткін (Макіївугілля) | гол.тр. Шевцов, тр. Турський, з. Дитятьєв, п. Цой (всі — Кримтеплиця), в. Касперович, з. Кирик, п. Комягін (всі — Кристал), з. Жоров, п. Ленський (Мир), п. Ничипорук, п. Кучеревський (Славутич), п. Гурін, н. Манасян, п. Іванов (Сталь Дз), н. Білоусов (УкрАгроКом), н. Козаченко (всі — с/а) |
| Жемчужина Ялта            | в. Бобров (Сталь Дз), в. Карабін (Сокол Гайсин/ост.кл.: Десна), з. Гололобов (Зірка), п. Колодін (ост. кл.: МФК Миколаїв), п. Петроченко (Гвардієць ам.), п. Филь (ост.кл.: Ворскла), п. І.Столярчук (ост.кл.: Енергетик), н. Коржук (Карпати Кути ам.) | з. Полянський (Олімпік), п. Воронченко, н. Малюк (обидва — Десна) |
| Полтава-2 Карлівка        | в. Вітів (Металлург З), в. Яковченко, з. Богомаз, з. Тарганчук, п. Вишняков, п. А.Пономаренко, п. Голованьов, п. Сильченко, н. Лубенець, н. К. Марченко, н. С. Гриценко, н. Ан. Ткаченко, н. А. Бобров (всі — Полтава ам.), з. Плієв (ФК Львів), з. Поляниця (Шахтар Св), з. Момот, п. Синьогуб (обидва — ФК Полтава), п. Коваленко (Купянськ), п. Григоренко (ост.кл.: Гірник-Спорт), п. Буличов (ост.кл.: Геліос), н. Гребинюк (Нива Т) | |